# Nazionale femminile di hockey su ghiaccio del Kazakistan
La nazionale di hockey su ghiaccio femminile del Kazakistan è controllata dalla Federazione di hockey su ghiaccio del Kazakistan, la federazione kazaka di hockey su ghiaccio, ed è la selezione che rappresenta il Kazakistan nelle competizioni internazionali femminili di questo sport.

## Competizioni principali

### Olimpiadi invernali
- 2002: 8º posto

### Mondiali
- 2000: 9º posto
- 2001: 8º posto
- 2005: 7º posto
- 2007: 9º posto
- 2009: 6º posto

### Giochi asiatici invernali
- 1996:  3º posto
- 1999:  3º posto
- 2003:  1º posto
- 2007:  1º posto
- 2011:  1º posto
- 2017:  3º posto

### Europei
- 1996: 13º posto